# Sichilde
Sichilde, född ca 590, död 627, var frankisk drottning 618-627; gift med Chlothar II.
Hon var dotter till greve Brunulphe II av Ardennerna och syster till Gomatrude (598 - 630) som var gift med kung Dagobert I; hennes morfar var major domus vid hovet. Hon gifte sig med Chlothar omkring år 618. År 626 eller 627 misstänktes hon för att ha begått äktenskapsbrott med Boso, son till Audolène av Etampes, som dödades av hertigen av Arnebert på order av Chlothar.